# Juan Manuel Gutiérrez Freire
Juan Manuel Gutiérrez Freire, noto semplicemente come Juan Gutiérrez (Atlántida, 4 febbraio 2002), è un calciatore uruguaiano, attaccante del Boston River in prestito dall'Almería.

## Caratteristiche tecniche
È una seconda punta.

## Carriera
Cresciuto nel settore giovanile del Danubio, ha esordito il 14 ottobre 2018 in occasione del match di campionato vinto 3-1 contro il Torque. Il 15 settembre 2020 è stato acquistato a titolo definitivo dall'Almería, con cui ha firmato un contratto di 5 anni.